# 虞山 (常熟)
虞山是江苏省常熟市的一座山丘，海拔263米。

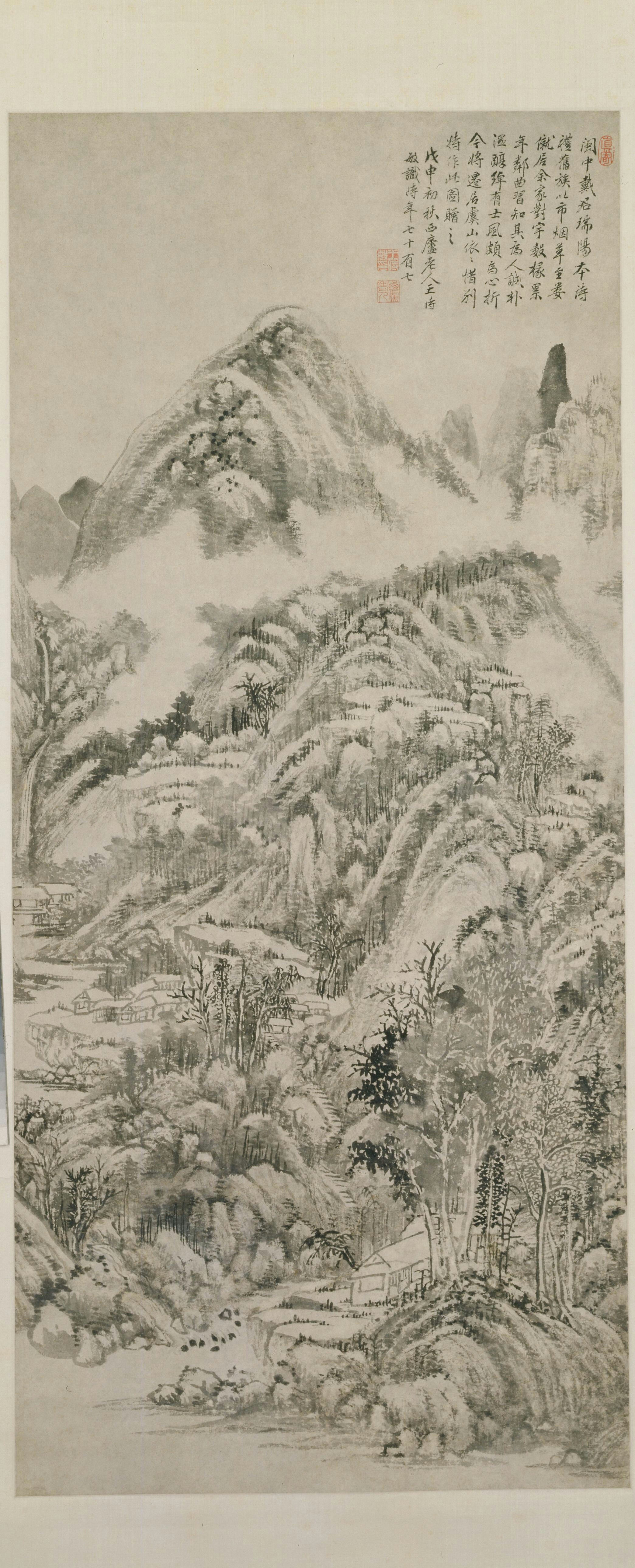
王时敏绘《虞山惜别图》（北京故宫博物院藏）

虞山古名乌目山，位于常熟古城区的西北部，由西北向东南延伸达6.5公里，东南部伸入古城墙以内，与古城融为一体，所谓“十里青山半入城”。
虞山因商周之际江南先祖、勹吴的第二任君主虞仲（即仲雍）死后葬于山上而得名。
常熟沙家浜·虞山尚湖旅游区为国家5A级旅游景区。

## 名人墓葬
在虞山上下，集中诸多的历代名人墓葬：
- 仲雍墓，江苏省文物保护单位
- 言子墓，江苏省文物保护单位
- 黄公望墓，江苏省文物保护单位
- 王鈇墓，江苏省文物保护单位
- 瞿式耜墓，江苏省文物保护单位
- 王石谷墓，江苏省文物保护单位
- 翁同龢墓，江苏省文物保护单位
- 钱谦益·柳如是墓，江苏省文物保护单位
- 四高僧墓，江苏省文物保护单位
- 瞿景淳墓，江苏省文物保护单位
- 翁心存墓，常熟市文物保护单位
- 周章墓，常熟市文物保护单位
- 翁同爵墓，常熟市文物保护单位
- 翁咸封墓，常熟市文物保护单位
- 二义士墓，常熟市文物保护单位
- 缪仲醇墓，常熟市文物保护单位
- 杨晋墓，常熟市文物保护单位
- 蒋元枢墓，常熟市文物保护单位
- 曾朴墓，常熟市文物保护单位
- 张鸿墓，常熟市文物保护单位
- 赵石墓，常熟市文物保护单位

## 其他文物景点
- 兴福寺，江苏省文物保护单位
- 城垣遗址，常熟市文物保护单位，虞山门
- 剑门摩崖石刻，常熟市文物保护单位
- 桃源涧摩崖石刻，常熟市文物保护单位
- 虞山东麓摩崖石刻，常熟市文物保护单位
- 维摩寺，常熟市文物保护单位
- 辛峰亭，常熟市文物保护单位
- 读书台，常熟市文物保护单位
- 长寿桥，常熟市文物保护单位
- 香花桥，常熟市文物保护单位